# SD45X型柴油机车
SD45X型柴油机车是美国通用汽车易安迪公司（GM-EMD）在1970年推出的一款实验性电力传动柴油机车，主要目的是作为新一代HT-C转向架（高粘着性能三轴转向架）的技术验证平台，型号尾字母“X”代表着该车型的试验性质（eXperimental）。1970年6月至1971年2月，易安迪公司生产了共七台SD45X型柴油机车，其中六台机车被南太平洋铁路买下，其余一台仍作为易安迪的试验车。
SD45X型柴油机车是在SD45型柴油机车基础上发展而来的干线货运用的六轴柴油机车，采用单司机室、底架承载结构、双侧外走廊的罩式车体，车体上部自前向后由电气室、司机室、动力室、冷却室四部分组成，其中电气室一端称为短罩端，动力室和冷却室一端称为长罩端。动力装置为一台4,200马力、20气缸、二冲程、水冷式、涡轮增压的20-645E3型柴油机。传动系统采用交—直流电传动，柴油机输出轴通过联轴器驱动一台AR10型交流发电机，发出的交流电通过大功率硅整流装置转换为直流电，然后供给六台D77型直流牵引电动机。牵引电动机采用轴悬式驱动方式，牵引齿轮传动比为4.13（62：15）。机车设有恒功率励磁调节系统，采用一个可变电阻的负荷调整器，使发电机励磁电流随着负载自动调节，保证牵引发电机随时保持恒功率运转，并且达到充分利用柴油机功率的目的。除此之外，SD45X型柴油机车还应用了许多准备用于下一代“Dash-2”系列柴油机车的最新技术，其中亦包括了模块化电子控制系统的设计，在控制电路广泛采用了易于更换的插入式印刷电路板，取代使用寿命较短且可靠性较低的有触点机械开关，便于迅速查找故障并节省维护时间。
SD45X型柴油机车是第一款装用易安迪HT-C转向架的柴油机车车型，取代了以往SD系列机车使用的“Flexicoil”三轴转向架。HT-C转向架发展自1960年代初开始研究的易安迪GL-C、GH-C转向架，主要设计目标是使机车达到最大可能的牵引能力，转向架必须能够充分利用最大的粘着重量，并且将各轴之间的轴重转移尽可能降至较低水平。HT-C转向架的主要特点包括：具有较大刚度的橡胶摇枕弹簧二系悬挂装置、牵引电动机顺置布置、大直径心盘及低位牵引装置等。1970年7月，装有HT-C转向架的SD45X型柴油机车开始进行一系列实验室定置试验和线路运行考核试验。1971年初，SD45X型柴油机车在南太平洋铁路进行了模拟运用条件下的粘着试验，以比较SD45X型柴油机车（HT-C转向架）和SD45型柴油机车（“Flexicoil”转向架）的粘着性能。试验结果显示，HT-C转向架对于改善机车牵引性能有显著优势，在同等重量和运用条件下，HT-C转向架提供的粘着力比“Flexicoil”转向架大12～24%，试验结果证实了转向架粘着理论计算的正确性。从1972年起，HT-C三轴转向架开始被广泛用于SD38-2、SD40-2、SD45-2、SD50、SD60型柴油机车。